# Костенко Олександр Володимирович
Олександр Володимирович Костенко — український військовослужбовець, штаб-сержант Національної гвардії України, учасник російсько-української війни, який відзначився у ході російського вторгнення в Україну. Герой України (2023). 

## Життєпис
Народився 25 травня 1986 року у Харкові. Після проходження строкової військової служби з 2006 до 2017 року служив за контрактом на посаді контролера у 4-му полку внутрішніх військ МВС України (з 2014-го - Національної гвардії України), потому перевівся до з-ї бригади оперативного призначення НГУ. 
Відзначився у листопаді 2022 — квітні 2023 року під час оборони селищ Козачої Лопані, Майорського та міста Бахмута.

## Нагороди
- Звання «Герой України» з врученням ордена «Золота Зірка» (29 вересня 2023) — за особисту мужність і героїзм, виявлені у захисті державного суверенітету та територіальної цілісності України, самовіддане служіння Українському народові[1].